# Великая Раса Йит
Вели́кая ра́са Йит (англ. Great Race of Yith) или йитианцы, — вымышленные существа в произведениях Говарда Филлипса Лавкрафта и последователей «Мифов Ктулху». Впервые упоминается в короткой повести Лавкрафта «За гранью времен» (1935). Раса названа Великой, так как только она смогла овладеть путешествиями во времени. Лавкрафт часто называет их просто Великой расой, а отдельно имя планеты (Йит) упоминает только один раз. Йит описаны в «Эльтдаунских табличках».

## Описание

Рисунок Йит Лавкрафта

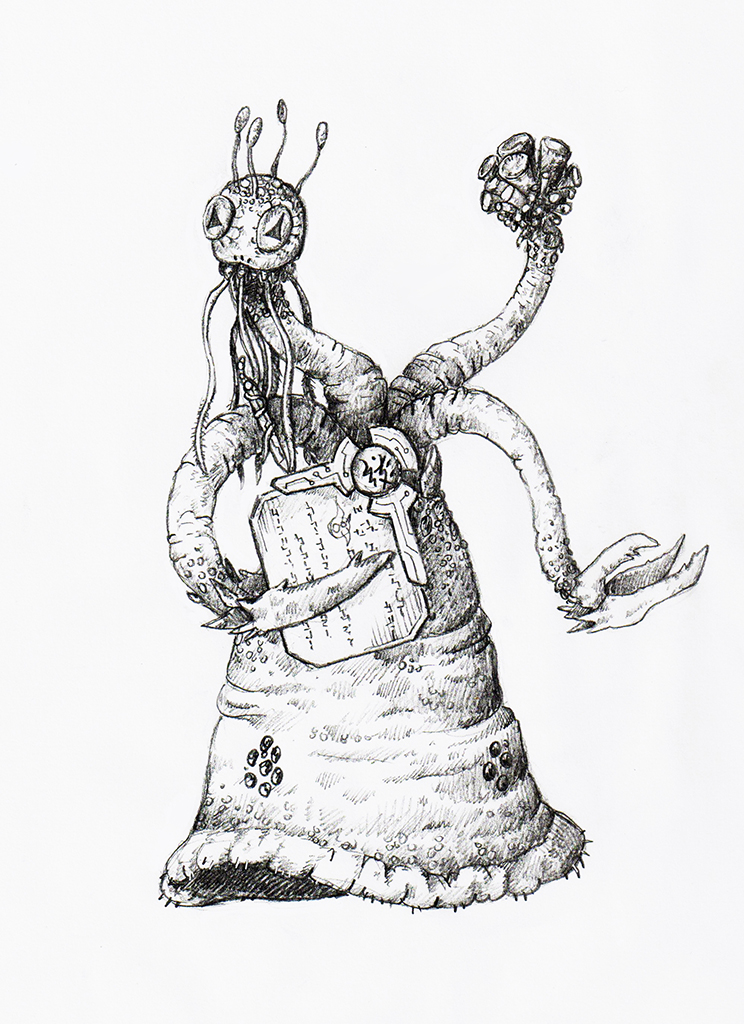
Представитель Великой расы Йит. Художник Вищун

«Astounding Stories» за июнь 1936 года. Художник Говард В. Браун

Лавкрафт описывает Великую расу Йит в повести «За гранью времен»:

Сами эти существа внешне представляли собой огромные складчатые конусы высотой до 3 метров (10 футов), голова и некоторые другие органы которых помещались на концах толстых эластичных отростков, выходивших из вершины конуса. Мысли свои они выражали посредством щёлкающих и скребущих звуков, издаваемых огромными лапами или клешнями, венчавшими два из четырёх упомянутых отростков, а передвигались путём расширения и сжатия нижней части конуса, покрытой каким-то особым клейким ферментом.Оригинальный текст (англ.)The Great Race's members were immense rugose cones ten feet high, and with head and other organs attached to foot-thick, distensible limbs spreading from the apexes. They spoke by the clicking or scraping of huge paws or claws attached to the end of two of their four limbs, and walked by the expansion and contraction of a viscous layer attached to their vast, ten-foot bases.

Великая раса Йит — раса существ со свободным разумом, наиболее заметной чертой которых является способность проецировать свое сознание во времени и пространстве, и принудительно обмениваться разумом и телом с представителями других видов, даже на краю Вселенной. Первоначальная форма Великой расы Йит неизвестна. Йитийцы развили столь продвинутый разум, что могли контролировать разум существ на других планетах и даже из разных периодах времени. Разум захваченного сознания проецируется обратно в тело йитианца и остается там пленником. Перемена и разница в характере сразу же заметна окружающим, которые сразу же подмечают отталкивающее поведение. Йитианцы скрываются среди людей и могут легко приспосабливаться в чужом обществе. Чтобы вернуться в свое первоначальное время и тело, им нужно построить «проекционную машину», которая описывается как конструкция из металлических стержней, зеркал и стеклянных трубок. Йит использовали «стиратель памяти», чтобы никто не рассказал о них. Великая Раса является бесполой, а размножаются семенами, отложенными в воде. Однако из-за их долговечности, которая могла длиться несколько тысяч лет, размножение происходило редко. 

### Конусы
При миграции на Землю Йит заняли тела разумных конусовидных существ, живших в доисторические времена, а их сознания, в свою очередь, были вытеснены в старые тела Великой расы на гибнущую планету. Внешне они похожи на огромные конусы с клешнями и щупальцами. Они передвигаются на массивном основании, а в верхней части у них расположены четыре растяжимые руки с щупальцами и клешнями. Две из них оканчиваются когтями или клешнями; третья оканчивалась четырьмя сгруппированными трубчатыми органами; а четвертая была увенчана сферической желтой «головой» с тремя темными глазами, четырьмя цветкообразными слуховыми органами на стебле и множеством зеленых щупалец, свисающих внизу. Их кровь темно-зеленая и очень густая.  
Конусы говорили, используя свои клешни, производя серию щелчков и царапающих звуков. Они писали, используя щупальца головы, а также обладали некоторой формы телепатии. Они ели и пили, используя свой красный, похожий на трубу орган. Йит питались какой-то странной почти жидкой серой субстанцией. Великая Раса разделяла с человеком только два чувства: Слух и Зрение. Они также обладают другими чувствами, однако они не были доступны другим видам. Вскоре Йит начали войну против местной враждебной формы жизни, — Летающих полипов, чей разум слишком сильно отличался и не подходил для перемещения Йит. 
В воплощении конусов они построили процветающую цивилизацию, несколько стран, и города, которые остались от цивилизации Летающих полипов. Страны редко когда-либо находились в состоянии войны, во всяком случае, гражданские войны иногда случались. Военные охраняли руины и люки, в которых прятались Летающие полипы. В конце концов, Летающие полипы отвоевали всю Землю, но Йит удалось выжить, массово перенеся свой разум в тела расы насекомых, которые в будущем унаследует Землю после человечества.

### Культура
Административно общество Великой расы Йит делилось на четыре подразделения. Политическая и экономическая система была некой разновидностью социал-фашизма, в том смысле, что все жизненно важные ресурсы были равномерно распределены между личностями. Их лидеры были избраны во власть на основе определенных тестов, давших им право голосовать. Преступления почти никогда не совершались, однако они по-прежнему эффективно наказывались различными способами. Йитианец лишили некоторых привилегий либо заключали в тюрьму, либо казнили, либо от получал серьезную эмоциональную травму. Наказание не применялось до тех пор, пока не была ясно понята причина, по которой было совершено преступление.  
Йит обладали фанатичной тягой к знаниям и построили колоссальный город-библиотеку, где они хранились все сведения обо всем во Вселенной. Их общество было высокомеханизированным, у них имелись всяческие летательные аппараты, корабли и субмарины. В городе было скопление дворцов, куполов и арок, а иногда попадались чёрные башни из базальта и без окон, которых Йит боялись. В некоторых зданиях находились запечатанные и охраняемые двери, ведущие куда-то в недра земли. Несмотря на то, что им почти не приходилось воевать, у них была очень сильная армия, которая использовала электрическое оружие и атомные машины.

## Вдохновение
«Йит» — имя, которое впервые появилось в цикле стихов Дуэйна Римеля «Сны о Йит»; Первоначально Римель написал «Йид», но Лавкрафт изменил это, редактируя стихи, отметив, что слово Йид также было уничижительным словом для евреев. Слово «Йит» появляется только один раз в повести Лавкрафта, когда он отмечает, что «разумы Великой расы устремились через пустоту из этого темного трансгалактического мира, известного из "Эльтдаунских табличек" как Йит».
Лавкрафт изобразил конусовидных существ Великой расы Йит, похожими на древние растения, которые росли в Пермский период.

## История
Великая раса, когда она ещё не была великой, населяла планету Йит более 200 миллионов лет тому назад. Благодаря способности перемещения сознания в другое тело, Йитианцы, когда их планета начала умирать, массово переместили свои сознания на Землю, в тела разумных конусообразных существ. Там они продолжили свои исследования и вскоре смогли переносить сознание не только сквозь пространство, но и через миллионы лет в обоих направлениях. Йитянцам было подвластно время и они использовали его для своих дальнейших научных изысканий. Они скрупулёзно познавая всего, что происходит и что случилось ранее в прошлом. Так они овладели лучшими технологиями прошлого и будущего. Хотя смерть наступала редко, их все же церемониально хоронили. Если йитианин не мог вернуться в свое первоначальное тело, потому что пленник умирал, то его разум навсегда оставался в его теле, и к разуму йитианца относились с крайней добротой. 
В «Эльтдаунских табличках» говорится, что Йит разом переместили свои сознания на Землю сто пятьдесят миллионов лет назад, — в Пермский или Триасовый период. На Земле тогда частью планеты правили Летающие полуполипы — полуматериальные существа, пришедшие шестьсот миллионов лет из далекой Вселенной. Полуполипы строили циклопические города с черными башнями и уничтожали всё живое. Йитианцы начали жестокую битву с Летающими полипами. В бою попрощались с жизнью многие представители Великой расы. Благодаря технологиям Великая раса смогла добиться успеха в войне и загнала Летающих полипов в ловушку глубоко под Землей. Некоторые здания, созданные летающими полипами, остались заброшенными из-за суеверий среди йитийцев. Началась эпоха их процветания Йит: они построили город Пнакотус, расположенный в Большой песчаной пустыне в Австралии. Пнакотус хранит внеземные рукописи и историю Йит. 
Землю в разные времена населяли множество высокоразвитых рас. Некоторые появились в ходе эволюции, такие как черноголовые крылатые создания или раса насекомых. Другие же хозяева планеты прилетели с далеких звезд — истоки этих цивилизаций порой терялись в глубинах космоса, который сам по себе был их ровесником. В разные периоды Великая Раса Йит вела разрушительные войны против внешних врагов — рептилий, восьминогих пришельцев и Старцев. Правда, было одно «но» — в будущем они не видели себя в обличье тех самых конусообразных хлюпающих существ. Они узнали, что спустя несколько десятков лет их раса исчезнет в связи с ужасным катаклизмом и произойдёт это в меловой период (65 миллионов лет до нашего времени). Этот катаклизм порождал в йитианцах первобытный ужас, как и то, что станет его причиной — возвращение жутких Летающих полипов, живших глубоко под землёй, во «Внутреннем мире». Великая раса не нашла способа борьбы с ними и сильно боялась их, поскольку мышление этих существ отличалось от мышления других рас. Йит узнали, что в будущем их ждёт падение цивилизации и изменить это они не в силах. Перед самым катаклизмом они просто-напросто взяли и переместили свои сознания сквозь время далеко вперёд, в тела представителей паукообразной расы, населявшей Землю после смерти человечества и расы, жившей после него. Еще позже, перед будущей гибелью Земли, они точно так же переместят тела в клубнеобразных растительных существ Меркурия. Таким образом Великая раса продолжила своё существование. 

## Контакты с людьми
Большая часть культуры Йит представляла накопление знаний и захват существ из разных планет и времен. Когда йитианец совершал обмен разумов, он делал все возможное, чтобы узнать как можно больше об их обществе и научном прогрессе того времени. В теле пленника он оставался в течение нескольких лет, изучая книги и мир его времени. Тем временем разум несчастного пленного существа, захваченного йитианцами, проходил тщательный допрос специальных служб. Часто они могли говорить на языке рас, которых допрашивали, а если нет, то использовали машины, которые могли воссоздать язык. Другие разумы в телах Великой расы считались заключенными, и за ними наблюдали солдаты, чтобы убедиться, что они не могут причинить себе вред, однако с людьми не обращались плохо, они могли работать, и получить больше привилегий, написав отчеты о своих временных периодах. С Натаниэлем Пизли конусы обращались как с почётным пленником и вскоре после его «приезда» он получил доступ к библиотеке Великой расы, в которой хранилась информация со всего космоса. Пизли под присмотром ходил по городу, путешествовал за его пределы, исследовал доисторическую флору и фауну. Пизли должен был написать для инопланетян книгу о своём человеческом мире.
Как только йитианец-путешественник был готов вернуться в свою эпоху, воспоминания пленника блокировались при помощью портативного «старателя памяти», и он безопасно возвращался в своё родное тело. Единственным напоминанием о том, что произошло, оставались его сны, в которых он видел себя в теле конусообразного существа, общался с себе подобными и читал таблички из библиотеки. Иногда для контроля за бывшими пленниками отправляли второго дублера, который должен был удостовериться в безопасности и уничтожить улики, что могли выдать секрет их расы. Не смотря на эти меры, все же некоторые люди узнали о Йит. Вмешательством Йит в жизнь людей объясняются легенды сновидцев и сказания, которые вошли в историю.

## Последователи «Мифов Ктулху»
«The Yith Cycle: Lovecraftian Tales of the Great Race and Time Travel» — сборник произведений, связанных с повестью Лавкрафта «За гранью времен», включающий произведения других авторов, которые были ей вдохновлены. Сборник под редакцией Роберта Прайса был опубликован Chaosium в 2010 году в рамках серии Call of Cthulhu Fiction.
- "The Shadow Out of Time" by H. P. Lovecraft (1936)
- "Emanations from Yith" (essay) by Robert M. Price
- "The Purple Sapphire" by John Taine (1924)
- "The Dreams of Yid" (poem) by Duane W. Rimel (1934)
- "Dreams of Yith" (poem) by Duane W. Rimel (1934)
- "The Jewels of Charlotte" by Duane W. Rimel (1935)
- "The Sealed Casket" by Richard F. Searight (1935)
- "The Warder of Knowledge" by Richard F. Searight (1992)
- "The Challenge from Beyond" by Robert E. Howard, Frank Belknap Long, H. P. Lovecraft, A. Merritt and C. L. Moore (1935)
- "The Shadow Out of Space" by August W. Derleth (1957)
- "The Dark Brotherhood" by August W. Derleth (1966)
- "The Shadow from Yith" by Alan D. Gullette (1973)
- "The Horror from Yith " by Walter C. DeBill, Jr. (1974)
- "Beneath the Dunes" by Ted C. Pons (1975)
- "The Changeling" by Walter C. DeBill, Jr. (2002)
- "The Sands of Time" by P. Schuyler Miller (1937)
- "Countdown for Kalara" by Richard L. Tierney (1980)
- "The Winds of Yith" by W. H. Pugmire (1987)

## В медиа
В комиксе «SKULL COMICS» № 5 1972 года «The Shadow From the Abyss» Ларри С. Тодда появляется представитель Великой расы Йит. Это адаптация повести Лавкрафта «За гранью времен».
В видеоигре «Call of Cthulhu: Dark Corners of the Earth» раса Йит играет важную роль - главный герой, детектив Джек Уолтерс, был подвергнут переносу разумов с одним из Йитианцев. Также впоследствии выясняется, что Джек является частично Йитианцем - во время зачатия Джека, в тело его отца переселился пришелец.